# Навчально-науковий інститут педагогічної освіти, соціальної роботи і мистецтва
Навчально-науковий інститут педагогічної освіти, соціальної роботи і мистецтва – це один із найбільших підрозділів Черкаського національного університуту імені Б.Хмельницького. В інституті навчання відбувається за 16 освітніми програмами та однією освітньо-науковою програмами. 

## Історія
Навчальний корпус №4 — одна з ключових будівель Навчально-наукового інситуту педагогічної освіти, соціальної роботи і мистецтва, де відбувається основна частина навчального процесу. Він має важливе історичне та функціональне значення для розвитку вищої освіти в університеті.

#### Історичні віхи, пов’язані з корпусом
- У 1932 році, після завершення добудови та переобладнання, ця будівля на довгі роки перетворилася на головний навчальний корпус інституту (уточнення, Черкаський державний педагогічний інститут) [1].
- У середині 1961–1962 навчального року було введено в експлуатація приміщення нового навчального корпусу №2. Таким чином було з'єднано два корпуси[1].
- 24 квітня 1990 рік пожежа, внаслідок якої загинув 37-ий рятувальник Олексій Жирний[2] .
- 2008 рік  наказом ректора було утворено ННІ педагогічної освіти,соціальної роботи і мистетцтва.
- 1990-2020 рік. Йдуть різні етапи відбудови корпусу. З 2017 року реалізується інвестиційний проєкт [3].
- У 2020 році навчальний корпус №4 введено в експлуатацію [4].

## Структура навчально-наукового інституту
До структури інституту входить 5 кафедр:
- кафедра освітнього менеджменту, артменеджменту і соціальної роботи;
- кафедра початкової і спеціальної освіти;
- кафедра образотворчого та декорaивно-прикладного мистетцтва;
- кафедра дошкільної освіти;
- кафедра педагогіки та психології.

## Керівний склад інституту
Директор ННІ педагогічної освіти, соціальної роботи і мистецтва, доктор педагогічних наук, професор - Десятов Тимофій Михайлович
Заступники:
Заступник директора з навчальної роботи, кандидат педагогічних наук, доцент - Мовчан Валентина Іванівна;
Заступник директора з науки, кандидат філософських наук, доцент. - Степанова Наталя Михайлівна;
заступник директора з виховної роботи, кандидат педагогічних наук, доцент. - Ткаченко Вадим Володимирович.
Завідувачі кафедр:
- кафедра освітнього менеджменту, артменеджменту і соціальної роботи, доктор економічних наук, професор - Білик Вікторія Вікторівна;
- кафедра початкової і спеціальної освіти, доктор педагогічних наук, професор - Зорочкна Тетяна Сергіївна;
- кафедра образотворчого та декоривно-прикладного мистетцтва -  т.в.о. завідувача кафедри, член Національної спілки художників України Кравчук Олеся Павлівна;
- кафедра дошкільної освіти? доктор педагогічних наук, професор -  Ніколаєску Інна Олексадрівна;
- кафедра педагогіки та психології? кандидат психологічних наук, доцент - Герасімова Наталія Євгеніївна.

## Освітні програми
В інституті дію різні освітні програми як для денної так і зочної фоми навчання:
ОС "Бакалавр"
- Артменеджмент новацій;
- Дошкільна освіта;
- Образотворче мистецтво, декоративне мистецтво, реставрація (Декоративне мистецтво та ремесла);
- Образотворче мистецтво, декоративне мистецтво, реставрація (Образотворче мистецтво);
- Початкова освіта;
- Середня освіта (Образотворче мистецтво);
- Середня освіта (Технології. Захист України);
- Соціальна робота та консультування;
- Спеціальна освіта (Логопедія);
- Хореографія.

ОС "Магістр"
- Дошкільна освіта;
- Менеджмент (Управління навчальним закладом);
- Образотворче мистецтво, декоративне мистецтво, реставрація (Декоративне мистецтво та ремесла);
- Образотворче мистецтво, декоративне мистецтво, реставрація (Образотворче мистецтво);
- Початкова освіта;
- Середня освіта (Образотворче мистецтво);
- Соціальна робота та консультування.

Освітньо-науковий ступінь "Доктор філософії"
Докторантура

## Список використаних джерел
1. 1 2  Черкаський національний університет імені Богдана Хмельницького: столітня історія. Колективна монографія / Керів. автор. кол. В.В. Масненко. – Черкаси: ЧНУ, 2021. – 250 с. ЧНУ ім. Б.Хмельницького. 2021. с. 250.
2. ↑  Пожежа у корпусі ЧНУ 1990 року - подія, яка змусила здригнуся всі Черкаси. zmi.ck.ua (рос.). Процитовано 15 червня 2025.
3. ↑  Згорілий корпус ЧНУ буде відбудовано. cdu.edu.ua. Процитовано 15 червня 2025.
4. ↑  Олександр Черевко: «Відбудова нового корпусу ЧНУ — результат спільних зусиль усіх гілок влади, партнерів і друзів університету». cdu.edu.ua. Процитовано 15 червня 2025.
5. 1 2  мистецтва, ННІ педагогічної освіти, соціальної роботи і (9 вересня 2021). Освітні програми - НАВЧАЛЬНО-НАУКОВИЙ ІНСТИТУТ ПЕДАГОГІЧНОЇ ОСВІТИ, СОЦІАЛЬНОЇ РОБОТИ І МИСТЕЦТВА (укр.). Процитовано 15 червня 2025.